# Mecaphesa dubia
Mecaphesa dubia là một loài nhện trong họ Thomisidae.
Loài này thuộc chi Mecaphesa. Mecaphesa dubia được Eugen von Keyserling miêu tả năm 1880.